# تکنسین فوریت‌های پزشکی

ستاره زندگی، نماد جهانی خدمات پزشکی.

تِکنِسیَن فوریَت‌های پـِزشکی که به اصطلاح EMT نیز نامیده می‌شود، به فرد آموزش‌دیده‌ای گفته می‌شود که معمولاً همراه آمبولانس برای ارائه خدمات پزشکی به کمک بیمار یا شخص مصدوم می‌شتابد یا در بخش اورژانس برای ارائه کمک‌های درمانی حضور دارد.
این افراد باید از روحیه بالایی برخوردار باشند و توانایی مدیریت صحنه هایی که اعزام شده اند را داشته باشند ؛ سازمان فوریت های پزشکی از وسایل آمبولانس، اتوبوس آمبولانس، موتورلانس، بالگرد اورژانس و... نیز استفاده می کند.

در ایران مرکز مدیریت حوادث و فوریت‌های پزشکی کشور هماهنگ‌کنندهٔ کار تکنسین‌های فوریت‌های پزشکی است. فرد آموزش‌دیدهٔ فوریت‌های پزشکی با امدادگر و بهیار و پرستار کاملاً متفاوت است و یک رشته تخصصی پزشکی است که به سه سطح پایه‌ای، میانی و پارامدیک تقسیم می‌شود که سطح پارامدیک همسطح پزشک عمومی و حتی از لحاظ درجه علمی بالاتر است.

## شرح وظایف
شرح وظایف اینترمدیت و پارامدیک فوریت‌های پزشکی کاملاً متفاوت است و شامل: معاینات و تشخیص ابتدایی پزشکی، ارزیابی بیماران و مصدومان ترومایی و قلبی و مغزی، احیا قلبی و ریوی پایه و پیشرفته، مراقبت پیشرفته راه هوایی، مراقبت ویژهٔ آی سی یو و سی سی یو، انجام زایمان، تجویز داروهای اورژانسی و مسکن، کنترل خون‌ریزی، انجام جراحی‌های سرپایی اورژانسی و اقدامات تهاجمی، پانسمان زخم، آتل گیری و….